# Polygone bicentrique

Un triangle équilatéral.

Un cerf-volant bicentrique.

Un trapèze isocèle bicentrique.

Un pentagone régulier.

Un polygone bicentrique est un polygone ayant à la fois un cercle circonscrit et un cercle inscrit. D'une part, tous les sommets du polygone appartiennent à un même cercle (le cercle circonscrit), et d'autre part, toutes les arêtes sont tangentes à un même cercle (le cercle inscrit).
Un polygone qui admet un cercle circonscrit est dit inscriptible ; un polygone qui admet un cercle inscrit est dit circonscriptible ou tangentiel. Un polygone bicentrique est donc à la fois inscriptible et circonscriptible.
Tout triangle est bicentrique, ainsi que tout polygone régulier. Toutefois à partir de 4 côtés, seuls certains polygones sont bicentriques. Par exemple, un rectangle dont les côtés consécutifs sont de longueurs différentes n'est pas bicentrique, car il n'admet pas de cercle inscrit (aucun cercle ne peut être tangent aux quatre côtés).

## Triangles
Tout triangle est bicentrique. Dans un triangle, les rayons respectifs r et R du cercle inscrit et du cercle circonscrit sont liés par la relation d'Euler :
{\displaystyle {\frac {1}{R-x}}+{\frac {1}{R+x}}={\frac {1}{r}}}
où x est la distance entre les centres des cercles.

## Quadrilatères bicentriques
Tout quadrilatère n'est pas systématiquement bicentrique. Pour être bicentrique, un quadrilatère doit satisfaire aux conditions pour être inscriptible dans un cercle (c'est-à-dire admettre un cercle circonscrit), et pour être circonscriptible (c'est-à dire admettre un cercle inscrit).
Soient deux cercles de rayons R et r où R > r , tels que le petit cercle soit à l'intérieur du grand. Alors il existe un quadrilatère convexe, inscrit dans l'un d'eux, et tangent à l'autre si et seulement si leurs rayons satisfont le théorème de Fuss :
{\displaystyle {\frac {1}{(R-x)^{2}}}+{\frac {1}{(R+x)^{2}}}={\frac {1}{r^{2}}}}
où x est la distance entre les centres des cercles.

## Polygones d'ordren
Une formule générale faisant intervenir la fonction elliptique de Jacobi relie le rayon R du cercle circonscrit, le rayon r du cercle inscrit dans un polygone bicentrique et la distance x entre les centres en fonction du nombre n de côtés ,. Ainsi par exemple, en posant  {\displaystyle p={\tfrac {R+x}{r}}}, {\displaystyle q={\tfrac {R-x}{r}}}, {\displaystyle a={\tfrac {1}{p}},b={\tfrac {1}{q}}}, on a :
{\displaystyle {\begin{aligned}n&=3:\quad (p-1)(q-1)=1,\quad a+b=1\\n&=4:\quad (p^{2}-1)(q^{2}-1)=1,\quad a^{2}+b^{2}=1\\n&=5:\quad 4p^{2}q^{2}(p-1)(q-1)=(p^{2}+q^{2}-p^{2}q^{2})^{2},\quad (a+b-1)^{3}=4(a^{3}+b^{3}-1)\\n&=6:\quad 4p^{2}q^{2}(p^{2}-1)(q^{2}-1)=(p^{2}+q^{2}-p^{2}q^{2})^{2},\quad (a^{2}-b^{2})^{2}+a^{2}+b^{2}=3\\n&=8:\quad 16p^{4}q^{4}(p^{2}-1)(q^{2}-1)=(p^{2}+q^{2}-p^{2}q^{2})^{4}\end{aligned}}}
La suite des degrés d de cette relation algébrique exprimée en fonction de a et b suivant les valeurs de n est donnée par la suite A002348 de l'OEIS ; À partir de n = 3 : d = 1, 2, 3, 4, 6, 8,....

## Polygones réguliers
Tout polygone régulier est bicentrique. Dans un polygone régulier, le cercle inscrit et le cercle circonscrit sont concentriques, et leur centre commun est également le centre du polygone régulier. Le rayon du cercle inscrit est l'apothème du polygone régulier, c'est-à-dire la distance entre le centre et les côtés du polygone.
Dans un polygone régulier de côté a, le rayon r du cercle inscrit et le rayon R du cercle circonscrit vérifient :
{\displaystyle R={\frac {a}{2\sin {\frac {\pi }{n}}}}={\frac {r}{\cos {\frac {\pi }{n}}}}.}
Pour les polygones réguliers constructibles à la règle et au compas (c'est-à-dire, d'après le théorème de Gauss-Wantzel, si n est le produit d'une puissance de 2 et d'un nombre de nombres premiers de Fermat distincts), les coefficients des relations ci-dessus peuvent être exprimés à l'aide des opérations usuelles et de radicaux carrés.
| {\displaystyle n\!\,} | {\displaystyle R\,{\text{et}}\,a\!\,}                     | {\displaystyle r\,{\text{et}}\,a\!\,}                                                     | {\displaystyle r\,{\text{et}}\,R\!\,}                       |
| 3                     | {\displaystyle R{\sqrt {3}}=a\!\,}                        | {\displaystyle r={\frac {a}{2{\sqrt {3}}}}\!\,}                                           | {\displaystyle R=2r\!\,}                                    |
| 4                     | {\displaystyle R{\sqrt {2}}=a\!\,}                        | {\displaystyle r={\frac {a}{2}}\!\,}                                                      | {\displaystyle R=r{\sqrt {2}}\!\,}                          |
| 5                     | {\displaystyle R{\sqrt {\frac {5-{\sqrt {5}}}{2}}}=a\!\,} | {\displaystyle r\left({\sqrt {5}}-1\right)={\frac {a}{10}}{\sqrt {50+10{\sqrt {5}}}}\!\,} | {\displaystyle R=r({\sqrt {5}}-1)\!\,}                      |
| 6                     | {\displaystyle R=a\!\,}                                   | {\displaystyle r={\frac {3a}{2{\sqrt {3}}}}\!\,}                                          | {\displaystyle R={\frac {2}{\sqrt {3}}}r\!\,}               |
| 8                     | {\displaystyle R{\sqrt {2-{\sqrt {2}}}}=a\!\,}            | {\displaystyle r={\frac {a}{2}}(1+{\sqrt {2}})\!\,}                                       | {\displaystyle R=r{\sqrt {4-2{\sqrt {2}}}}\!\,}             |
| 10                    | {\displaystyle ({\sqrt {5}}-1)R=2a\!\,}                   | {\displaystyle 2r{\sqrt {25-10{\sqrt {5}}}}=5a\!\,}                                       | {\displaystyle R=r{\sqrt {\frac {10-2{\sqrt {5}}}{5}}}\!\,} |

On a donc les approximations décimales suivantes :
| {\displaystyle n\!\,} |  | {\displaystyle R/a\!\,} |  | {\displaystyle r/a\!\,} |  | {\displaystyle R/r\!\,} |
| {\displaystyle 3\,}   |  | {\displaystyle 0,577\,} |  | {\displaystyle 0,289}   |  | {\displaystyle 2,000\,} |
| {\displaystyle 4}     |  | {\displaystyle 0,707\,} |  | {\displaystyle 0,500}   |  | {\displaystyle 1,414\,} |
| {\displaystyle 5}     |  | {\displaystyle 0,851\,} |  | {\displaystyle 0,688}   |  | {\displaystyle 1,236\,} |
| {\displaystyle 6}     |  | {\displaystyle 1,000\,} |  | {\displaystyle 0,866}   |  | {\displaystyle 1,155\,} |
| {\displaystyle 8}     |  | {\displaystyle 1,307\,} |  | {\displaystyle 1,207}   |  | {\displaystyle 1,082\,} |
| {\displaystyle 10}    |  | {\displaystyle 1,618\,} |  | {\displaystyle 1,539}   |  | {\displaystyle 1,051\,} |

## Le porisme de Poncelet
Si deux cercles donnés sont les cercles inscrits et circonscrits d'un polygone bicentrique à n côtés, alors ces deux mêmes cercles sont les cercles inscrits et circonscrits d'une infinité de polygones bicentriques d'ordre n.
Plus précisément, en partant d'un point P quelconque sur le cercle circonscrit, on trace une tangente au cercle inscrit passant par P, qui coupe le cercle circonscrit en un nouveau point P'. Depuis ce point, on trace à nouveau une tangente au cercle inscrit, qui coupe le cercle circonscrit en un nouveau point, et ainsi de suite. Le grand théorème de Poncelet garantit que la chaîne polygonale ainsi formée se refermera sur le point P initial après n étapes, formant ainsi un nouveau polygone d'ordre n. Ce théorème s'applique même au cas plus général des polygones inscrit et circonscrits à des coniques (et pas seulement à des cercles).